# Universidade Jean Piaget de Angola
Universidade Jean Piaget de Angola är ett universitet i Angola. Det ligger i provinsen Luanda, i den nordvästra delen av landet, 20 kilometer öster om huvudstaden Luanda. 